# Rafael Muñoz (natation)
Pour les articles homonymes, voir Muñoz et Rafael Muñoz.
Rafael Muñoz Pérez (né le 3 mars 1988 à Cordoue) est un nageur espagnol spécialiste de la nage papillon. Licencié au club de Cordoue du Navial (Natación Vista Alegre), il s'entraîne en France au Cercle des nageurs de Marseille. Multiple médaillé européen, il détient le record du monde du 50 m papillon en grand bassin ainsi que le record d'Europe du 100 m papillon en grand bassin.

## Carrière
En 2006, il participe à une première compétition internationale lors des Championnats d'Europe disputés à Budapest en Hongrie. L'année suivante, c'est aux Championnats du monde de Melbourne qu'il fait son apparition sur la scène mondiale.
L'Espagnol remporte deux premières récompenses internationales lors des Championnats d'Europe 2008 à Eindhoven. Il remporte en effet deux médailles de bronze sur 50 et 100 m papillon. Sélectionné pour participer aux Jeux olympiques d'été de 2008, il y est éliminé dès les séries du 100 m papillon avec un temps de 52 secondes 53, à près d'une demi-seconde de son record personnel.
Peu de temps après les Jeux olympiques, il décide de s'entraîner en France au sein du Cercle des nageurs de Marseille. À la fin de l'année, il enlève deux nouvelles récompenses au niveau continental à l'occasion des Championnats d'Europe en petit bassin disputés à Rijeka en Croatie. Tout en améliorant ses records personnels, il remporte la médaille de bronze du 50 m papillon derrière le Français Amaury Leveaux et le Serbe Milorad Čavić ; puis l'argent du 100 m papillon derrière Cavic. 
Au début du mois d'avril 2009 ont lieu les Championnats d'Espagne en grand bassin qualificatifs pour les Championnats du monde de natation 2009. Il s'y distingue en battant de premiers records internationaux. Il s'impose en effet sur 100 m papillon en nageant en 50 secondes 58 le second temps de l'histoire derrière le record planétaire de Ian Crocker et à égalité avec Michael Phelps, un temps constituant un nouveau record d'Europe. Plus encore, en finale du 50 m papillon, il remporte largement la course en battant le record du monde en 22 secondes 43, 53 centièmes de seconde plus rapidement que l'ancien temps de référence du Sud-africain Roland Mark Schoeman.
Aux Championnats de France, il bat son record d'Europe du 100 m papillon en réalisant 50 secondes 46 à 6 centièmes du record du monde.
En 2010, menacé d'une suspension de deux ans pour avoir manqué des contrôles antidopage, il est innocenté par la FINA quelques jours avant les Championnats d'Europe.

## Palmarès

### Championnats du monde
- Championnats du monde 2009 à Rome (Italie) :
  -  Médaille de bronze sur 50 m papillon
  -  Médaille de bronze sur 100 m papillon

### Championnats d'Europe
| - Championnats d'Europe 2008 à Eindhoven (Pays-Bas) : - Médaille de bronze du 50 m papillon. - Médaille de bronze du 100 m papillon. - Championnats d'Europe 2010 à Budapest (Hongrie) : - Médaille d'or du 50 m papillon. - Championnats d'Europe 2012 à Debrecen (Hongrie) : - Médaille d'or du 50 m papillon. | - Championnats d'Europe en petit bassin 2008 à Rijeka (Croatie) : - Médaille d'argent du 100 m papillon. - Médaille de bronze du 50 m papillon. - Championnats d'Europe en petit bassin 2012 à Chartres (France) : - Médaille d'or du 50 m papillon. - Médaille d'argent du 100 m papillon. |

## Records

### Records personnels
Ces tableaux détaillent les records personnels de Rafael Muñoz en grand et petit bassin au 8 avril 2009. L'indication RM signifie que le record personnel de l'Espagnol constitue l'actuel record du monde de la discipline, RE l'actuel record d'Europe.
| Épreuve        | Temps      | Compétition                 | Lieu            | Date          |
| 50 m papillon  | 22 s 43 RM | Championnats d'Espagne 2009 | Malaga, Espagne | 05/04/2009    |
| 100 m papillon | 50 s 41 RE | Championnats du monde       | Rome, Italie    | 1er août 2009 |

| Épreuve        | Temps   | Compétition                                | Lieu            | Date       |
| 50 m papillon  | 22 s 33 | Championnats d'Europe en petit bassin 2008 | Rijeka, Croatie | 14/12/2008 |
| 100 m papillon | 49 s 74 | Championnats d'Europe en petit bassin 2008 | Rijeka, Croatie | 12/12/2008 |

### Record du monde battu
Ce tableau détaille l'unique record du monde battu par Rafael Muñoz durant sa carrière ; celui-ci l'a été en grand bassin.
| Épreuve                            | Temps   | Compétition                 | Lieu            | Date       |
| 50 mètres papillon en grand bassin | 22 s 43 | Championnats d'Espagne 2009 | Malaga, Espagne | 05/04/2009 |